# カナ (レバノン)
Qana(カナ、アラビア語: قـانـا)は、ティルス南東の村である。レバノン方言ではアナーと発音する。イスラエル軍により、2回の空爆が行われた。

## 空爆
- 1996年4月18日、イスラエル軍による対ヒズボラ軍事行動である “怒りの葡萄作戦” の戦渦で、村にいた国連レバノン暫定駐留軍（UNIFIL）フィジー部隊がイスラエル砲兵隊の爆撃を受け市民106人が死亡、116人負傷、4人のUNIFIL兵士が重傷を負った。

- 2006年7月30日、カナ空爆。イスラエルはイスラエル・レバノン紛争にて150発以上のミサイルがカナからイスラエルの町へと発射されたと宣言し2回の空爆を実施。居住ビルの倒壊により多数の負傷者が出た。当初、犠牲者は子供37人を含む56人とされたが、28人に訂正された[1]。

## 歴史
旧約聖書にフェニキアとの国境にあるアシェル族の町として登場する。
レヴァントのキリスト教を研究している文化人類学者の菅瀬晶子によれば、「レバノン南部の人びとは、カーナがイエスの最初の奇跡の地であるカナであると信じており、また同地には初期キリスト教徒が手彫りした洞窟が残っている。カーナはシーア派ムスリムと若干のキリスト教徒が住む村であるが、この洞窟もまた、宗教・教派を問わず、人びとの憩いの場となっている」。
ただしヨハネによる福音書 (2:1-11) でイエス・キリストが最初に奇跡を行ったとされる場所は、このレバノンのカナではなく現イスラエルのクファル・カナ (Kfar Kana) 近郊にあった別の村であると考えられている。